# Anodstråle
Anodstråle (även positiv stråle eller kanalstråle) är en stråle av positiva joner som skapas av vissa typer av gasfyllda elektronrör. Den observerades första gången 1886 i Crookesrör under experiment av den tyske forskaren Eugen Goldstein. Senare arbeten med anodstrålar av Wilhelm Wien och J.J. Thomson ledde till utvecklingen av masspektrometrin.

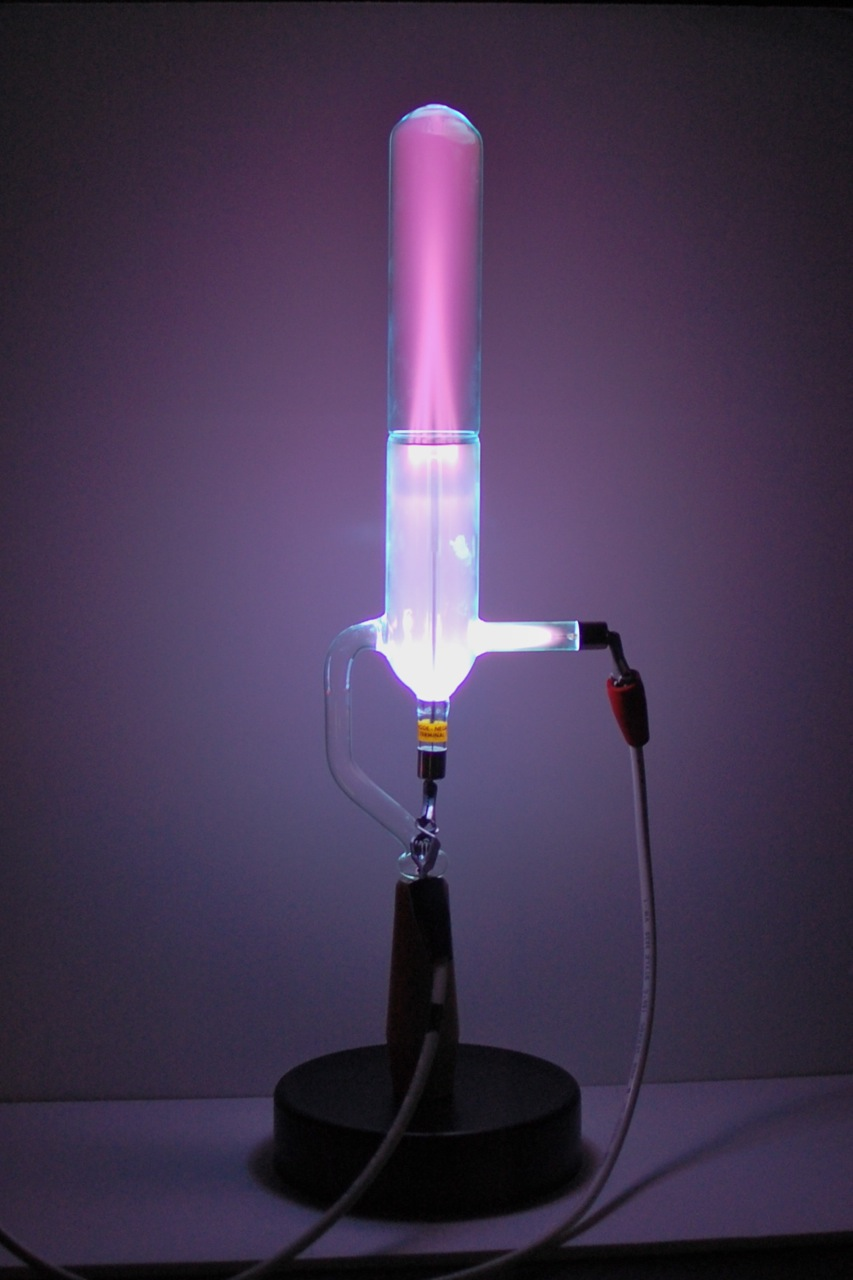
Anodstrålerör som visar strålarna som passerar genom den perforerade katoden och orsakar den rosa glöd ovanför den.

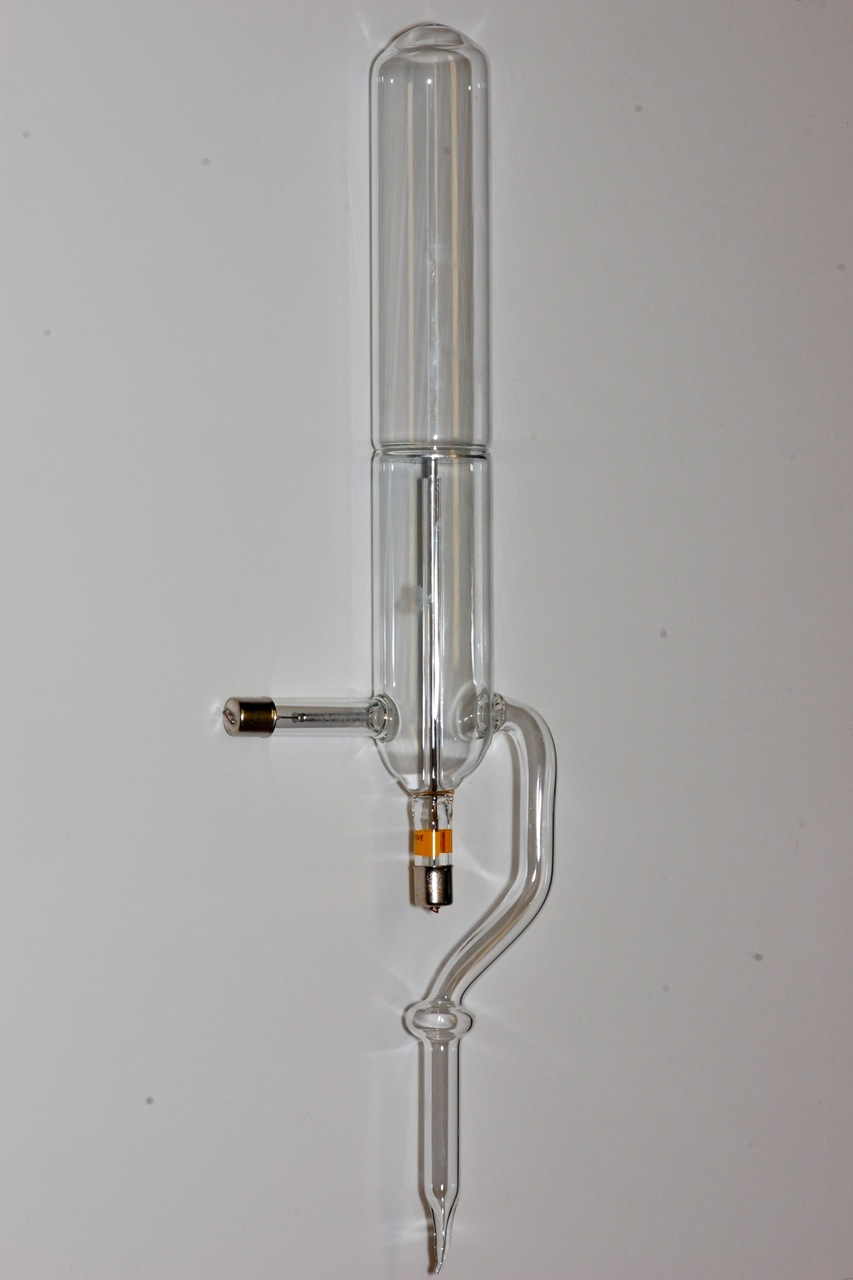
Anodstrålerör i avstängt tillstånd.

## Anodstrålerör

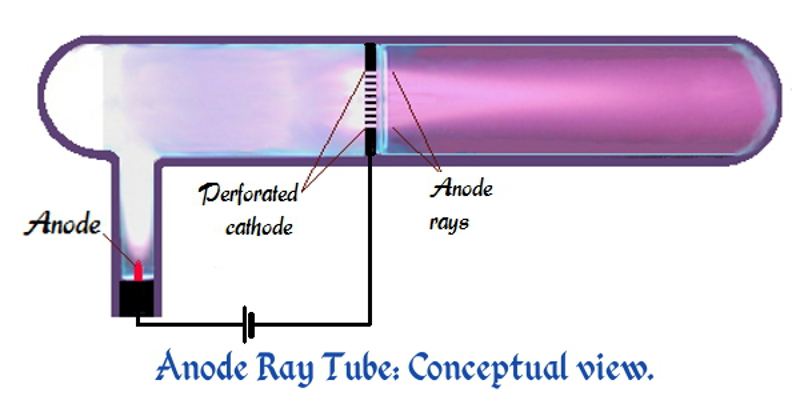
Förenklad representation av ett anodstrålerör, som visar strålarna till höger om den perforerade katoden.

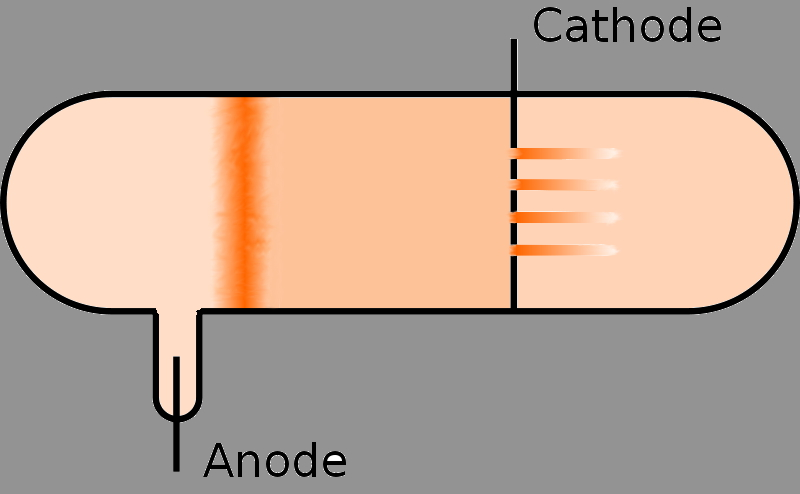
Anodstrålerör schematiskt.

Goldstein använde ett gasurladdningsrör som hade en perforerad katod. När en hög elektrisk potential på flera tusen volt anlades mellan katoden och anoden, syntes svaga lysande "strålar" som utgick från hålen på bakändan av katoden. Dessa är strålar av partiklar som rör sig i motsatt riktning mot "katodstrålarna", som är strömmar av elektroner som rör sig mot anoden. Goldstein kallade dessa positiva strålar kanalstrahlen, eller "kanalstrålar", eftersom de producerades av hålen eller kanalerna i katoden. År 1907 avslöjade en studie av hur denna "stråle" avböjdes i ett magnetfält, att partiklarna som utgör strålen inte alla var av samma massa. De lättaste, som bildades när det fanns vätgas i röret, beräknades vara ca 1 840 gånger tyngre än en elektron. De var protoner.
Processen genom vilken anodstrålar bildas i ett anodstrålerör med gasurladdning är följande. När högspänningen appliceras på röret accelererar dess elektriska fält det lilla antalet joner (elektriskt laddade atomer) som alltid finns i gasen, skapade av naturliga processer som radioaktivitet. Dessa kolliderar med atomer i gasen, slår av elektroner från dem och skapar mer positiva joner. Dessa joner och elektroner träffar i sin tur fler atomer och skapar mer positiva joner i en kedjereaktion. De positiva jonerna dras alla till den negativa katoden, och vissa passerar genom hålen i katoden. Dessa är anodstrålarna.
När de når katoden har jonerna accelererats till en tillräcklig hastighet för att de, när de kolliderar med andra atomer eller molekyler i gasen, kan excitera dessa till en högre energinivå. När de återgår till sina tidigare energinivåer frigör dessa atomer eller molekyler den energi de hade vunnit, vilken emitteras som ljus. Denna ljusproducerande process, kallad fluorescens, orsakar en glöd i området där jonerna kommer ut från katoden.

## Anodstrålejonkälla
En anodstrålejonskälla är typiskt en anod belagd med halidsalt av en alkali- eller jordalkalimetall. Användning av en tillräckligt hög elektrisk potential skapar alkali- eller jordalkalijoner och deras emission är tydligast synlig vid anoden.